# Lütke-Insel
Die Lütke-Insel (russisch Остров Литке; Ostrow Litke) ist die südöstlichste Insel des arktischen Franz-Josef-Lands. Administrativ gehört sie wie der gesamte Archipel zur russischen Oblast Archangelsk.

## Geographie
Die Insel liegt südöstlich der Salm-Insel und ist von dieser durch den 4,2 km breiten Framsund getrennt. Sie ist von rundlicher Gestalt, 3,6 km lang und 2,6 km breit. Ihre Fläche beträgt rund 8 km². Die Lütke-Insel ist von einer 85 m hohen Eiskappe bedeckt, die fast überall bis an die Küste reicht.

## Geschichte
Die Lütke-Insel gehört zu den ersten, die 1873 von der Österreichisch-Ungarischen Nordpolexpedition entdeckt wurden. Das Expeditionsschiff Admiral Tegetthoff war mit dem Packeis bis vor die 17 km östlich gelegene Wilczek-Insel gedriftet. Von hier aus wurde der Archipel von Julius Payer auf drei Schlittenreisen im Herbst 1873 und im Frühjahr 1874 erforscht. Payer gab der Insel ihren Namen in Erinnerung an Friedrich Benjamin von Lütke, einen baltendeutschen Offizier der russischen Marine, der 1821 bis 1824 die Küste Nowaja Semljas kartiert hatte.